# Німіджа
Німіджа (рум. Nimigea) — комуна у повіті Бистриця-Несеуд в Румунії. До складу комуни входять такі села (дані про населення за 2002 рік):
- Могошень (335 осіб)
- Мокод (672 особи)
- Мінтіу (483 особи)
- Мітітей (793 особи)
- Німіджа-де-Жос (1624 особи) — адміністративний центр комуни
- Німіджа-де-Сус (625 осіб)
- Теуре (509 осіб)
- Флорешть (481 особа)

Комуна розташована на відстані 342 км на північний захід від Бухареста, 20 км на північний захід від Бистриці, 75 км на північний схід від Клуж-Напоки.

## Населення
За даними перепису населення 2002 року у комуні проживали 5522 особи.
Національний склад населення комуни:
| Національність | Кількість осіб | Відсоток |
| -------------- | -------------- | -------- |
| румуни         | 4385           | 79,4%    |
| угорці         | 820            | 14,8%    |
| цигани         | 311            | 5,6%     |
| німці          | 4              | 0,1%     |
| українці       | 2              | < 0,1%   |

Рідною мовою назвали:
| Мова       | Кількість осіб | Відсоток |
| ---------- | -------------- | -------- |
| румунська  | 4594           | 83,2%    |
| угорська   | 814            | 14,7%    |
| циганська  | 108            | 2,0%     |
| українська | 3              | 0,1%     |
| німецька   | 3              | 0,1%     |

Склад населення комуни за віросповіданням:
| Релігія        | Кількість осіб | Відсоток |
| -------------- | -------------- | -------- |
| православні    | 4392           | 79,5%    |
| реформати      | 804            | 14,6%    |
| п'ятдесятники  | 228            | 4,1%     |
| греко-католики | 42             | 0,8%     |
| римо-католики  | 14             | 0,3%     |
| баптисти       | 13             | 0,2%     |
| бретрени       | 6              | 0,1%     |
| не релігійні   | 5              | 0,1%     |
| адвентисти     | 4              | 0,1%     |

## Зовнішні посилання
- Дані про комуну Німіджа на сайті Ghidul Primăriilor